# Alain Thinet
Alain Thinet, né le 15 novembre 1953 à Montbrison (Loire), est un joueur et entraîneur français de basket-ball.

## Biographie
Originaire de Montbrison, il était surnommé Le Petit Prince de Cherblanc, du nom de la salle emblématique de la ville où se jouent les matchs jusqu'en 2023.
En 2010, il rejoint le club de Saint-Chamond en Nationale 1.
À la fin de la saison 2014-2015, Saint-Chamond termine premier du championnat et gagne son ticket pour accéder au niveau supérieur, en Pro B.
Le 30 mai 2017, après avoir maintenu son équipe au deuxième échelon national pour la deuxième saison consécutive, il est conservé par les dirigeants à Saint-Chamond.
Le 4 février 2019, il prolonge son contrat avec Saint-Chamond jusqu'en 2021 et termine sa carrière à la fin de la saison 2022-2023.

## Clubs

### Joueur
- 1972-1978 :  Montbrison (NM1) puis (Pro B)
- 1978-1987 :  Vichy (Pro B) puis (Pro A)
- 1987-1988 :  Roanne (Pro B)

### Entraîneur
- 1988-1993 :  Roanne (Pro B)
- 1993-1995 :  Vichy (Pro B)
- 1995-1996 :  Cholet (Pro A)
- 1996-1997 :  Châlons-en-Champagne (Pro B)
- 1997-2001 :  Bourg-en-Bresse (Pro B) puis (Pro A)
- 2001-2003 :  Dijon (Pro A)
- 2003-2008 :  Saint-Étienne (Pro B)
- 2008-2009 :  Besançon (Pro A)
- 2009-2010 :  BBC Nyon (LNA)
- 2010-2023 :  Saint-Chamond (Nationale 1) puis (Pro B)

## Palmarès

### Entraîneur
- Entraîneur de l'année : 1992
- Champion de France de basket-ball de Pro B : 2000, 2015
- Champion de France de basket-ball de Nationale masculine 2 : 2013